# Peter Gæmelke
Peter Gæmelke (født 7. januar 1955) er en dansk landmand, der fra 1995 til 2009 var præsident for Landbrugsraadet.
Gæmelke blev landbrugsuddannet i 1977 og senere merkonom i regnskab i 1989. Han arbejdede 1977-1983 som driftsleder indenfor planteavl på Lammehave under Dalum Landbrugsskole, men blev i 1983 ejer af gården Røjgård i Gesten ved Vejen, som han i dag fortsat driver sammen med tre nabogårde.
Hans organisatoriske karriere begyndte som bestyrelsesformand for Korinth Landbrugsskole 1986-1990. Efter at have været medlem af bestyrelsen for Brørup Landboforening, blev han formand i 1990. I 1991 blev han 2. viceformand for De Danske Landboforeninger (i dag Dansk Landbrug), samme år formand for Landbrugets Veterinærudvalg, begge dele til 1995. Også i 1991 blev han medlem af Landbrugsraadet, som han blev præsident for i 1995. Fra 1995 til 2002 var han formand for Landboforeningerne, og fra 2002 formand for Dansk Landbrug. Gæmelke var medlem af bestyrelsen for Danske Slagterier 1991-1995 og for Hedeselskabet fra 1995-2003. Af andre bestyrelsesposter kan nævnes bestyrelsesmedlem i Agromek fra 1991, Agroinvest 1995, DLR Kredit A/S fra 1995, JydskeVestkysten 1995-2007, Landbrugets Finansieringsfond fra 1995, KIRKBI A/S fra 2001, Lego 2007, Københavns Universitet fra 2007, Løvenholm Fonden fra 2007 og Sydbank fra 2007 til 2010.
Formand for Danske Spil siden 1. januar 2011.
Gæmelke har desuden været medlem af den europæiske landbrugsorganisation COPA's præsidium fra 1995, vicepræsident for samme 2000-2003 og præsident 2003-2005. Han har også siddet i Globaliseringsrådet siden 2005, og er desuden medlem af den lokale Rotary-klub i Vejen. 
Peter Gæmelke er Ridder af Dannebrog af 1. grad.
Han er gift med Tove Lykke Gæmelke. Parret har 2 børn.